# 周禮站
周禮站（：／ Jurye yeok */?）是釜山地鐵2號線沿線的一座地下車站，位於韓國釜山廣域市沙上區周禮洞。

## 車站結構
站體為2面2線側式月台的地下車站，候車月台設有月台幕門，並有8處出口。
本站無法轉乘對向列車。

### 月台配置
| 冷井 ↑ |
| \| 上  |
| ↓ 甘田 |

| 月台 | 路線               | 目的地                       |
| ---- | ------------------ | ---------------------------- |
| 上行 | ●釜山都市铁道2号线 | 西面、大淵、金蓮山、萇山方向 |
| 下行 | ●釜山都市铁道2号线 | 沙上、德川、湖浦、梁山方向   |

## 歷史
- 1999年6月30日：落成啟用。

## 車站周邊
- 釜山看守所
- 京鄉新聞總部
- 周禮洞郵局
- 沙上電信局
- 三鮮醫院
- 釜山報勳醫院
- 周禮站（韓國鐵道公社）

## 相鄰車站
釜山交通公社
●釜山都市铁道2号线
冷井（224）－周禮（225）－甘田（226）